# Rabea Jumaa
Rabea Jumaa (tiếng Ả Rập: ربيع جمعة; sinh ngày 10 tháng 4 năm 1992) là một cầu thủ bóng đá Syria thi đấu cho Etehad Al Zarqah ở Jordan League Division 1.

## Sự nghiệp câu lạc bộ
Rabea bắt đầu sự nghiệp bóng đá với Tishreen SC năm 2007.
Vào tháng 9 năm 2013, anh chuyển đến Al-Mudhaibi Club của Oman. Vào tháng 1 năm 2014, anh chuyển đến Al-Musannah SC của Oman.

## Sự nghiệp quốc tế
Từ năm 2007 đến năm 2010, anh ra sân cho Đội tuyển bóng đá U-17 quốc gia Syria và Đội tuyển bóng đá U-20 quốc gia Syria. Năm 2010, chấn thương đã buộc anh phải rút khỏi đội hình tham gia Giải vô địch bóng đá U-19 châu Á 2010.